# Dig, Herre Gud, är ingen
Dig, Herre Gud, är ingen är en psalm av Lina Sandell från 1888. Det är en sång som präglas av tillbedjan och bön och som tydligt anspelar på den så kallade "Lilla Bibeln", alltså orden i Johannesevangeliets tredje kapitel, v. 16: "Så älskade Gud världen, att han gav den sin ende Son, för att var och en som tror på honom inte ska gå under utan ha evigt liv."
Sången sjungs vanligen på b-melodin till Jag lyfter mina händer av Johan Georg Lotschers bearbetning av samma psalm från 1598.  Den framförs i meterklass 111.

## Publicerad i
- Nya Pilgrimssånger 1892 som nr 16 under rubriken "Om Gud. Guds kärlek".
- Svensk söndagsskolsångbok 1929 som nr 22 under rubriken "Guds makt och härlighet".
- Sionstoner 1935 som nr 96 under rubriken "Frälsningens grund i Guds kärlek och förverkligande genom Kristus".
- Guds lov 1935 som nr 4 under rubriken "Inledningssånger".
- EFS-tillägget 1986 som nr 702 under rubriken "Gud, vår Skapare och Fader".
- Lova Herren 1988 som nr 8 under rubriken "Guds majestät och härlighet".